# Sinornithomimus dongi
Il sinornitomimo (Sinornithomimus dongi) è un dinosauro saurischio appartenente agli ornitomimosauri, o dinosauri struzzo. Visse all'inizio del Cretaceo superiore (circa 90 milioni di anni fa) e i suoi resti fossili sono stati ritrovati in Cina. È noto soprattutto perché i fossili di quattordici individui si sono conservati insieme, suggerendo un comportamento gregario di questo animale. 

## Descrizione
Questo dinosauro è noto per quattordici scheletri fossili conservatisi in stretta associazione, di cui tre erano esemplari subadulti e undici erano giovani. L'esemplare più grande era lungo circa due metri, e si suppone che un individuo pienamente adulto avrebbe potuto raggiungere dimensioni leggermente maggiori. Come tutti i dinosauri struzzo, Sinornithomimus possedeva lunghe zampe posteriori con i metatarsi estremamente allungati, un corpo relativamente compatto e lunghe zampe anteriori con tre dita allungate. Il collo era lungo e sorreggeva un cranio dotato di becco senza denti. Il cranio era dotato di aperture nell'osso quadrato, con una lamina di osso verticale a dividerle; era anche presente una depressione nel processo posteriore dell'osso parietale.

## Classificazione
Sinornithomimus è stato scoperto per la prima volta nel 1997, in strati della formazione Ulansuhai nella Mongolia Interna (Cina settentrionale). I fossili vennero descritti nel 2001 ma solo nel 2003 venne apposto un nome scientifico a questo dinosauro. 

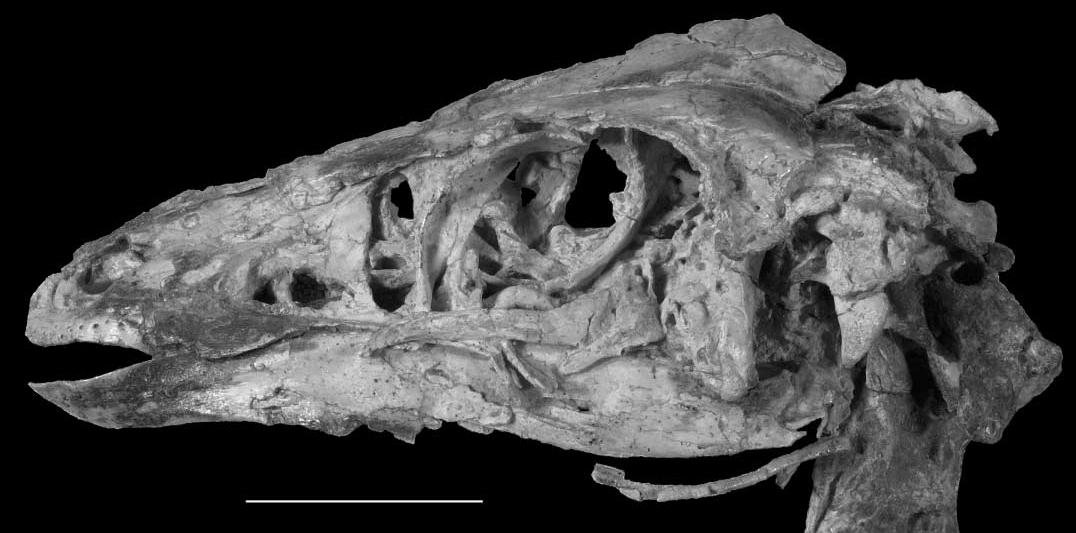
Cranio di Sinornithomimus

Sinornithomimus è considerato un membro basale (primitivo) degli ornitomimidi, un gruppo di dinosauri teropodi dalle caratteristiche simili a quelle degli struzzi. Lo studio di Kobayashi e colleghi (2003) ipotizza che questo dinosauro fosse più derivato di Archaeornithomimus, un altro ornitomimide cinese, ma successive analisi dimostrerebbero il contrario. La struttura della mano, in ogni caso, è simile a quella di Archaeornithomimus e rappresenterebbe quindi una condizione intermedia tra quella "primitiva" di forme più antiche (come Harpymimus) e quella di forme più specializzate, come gli ornitomimidi nordamericani (Struthiomimus, Dromiceiomimus). Lo studio dei fossili di Sinornithomimus ha reso "primitivi" (plesiomorfici) alcuni caratteri che si pensava fossero esclusivi delle forme più evolute (sinapomorfici); inoltre ha permesso di differenziare la struttura del becco (ranfoteca) degli ornitomimidi asiatici da quello degli ornitomimidi americani, sulla base di fori vascolari presenti sulla mascella di questi ultimi.

## Paleobiologia

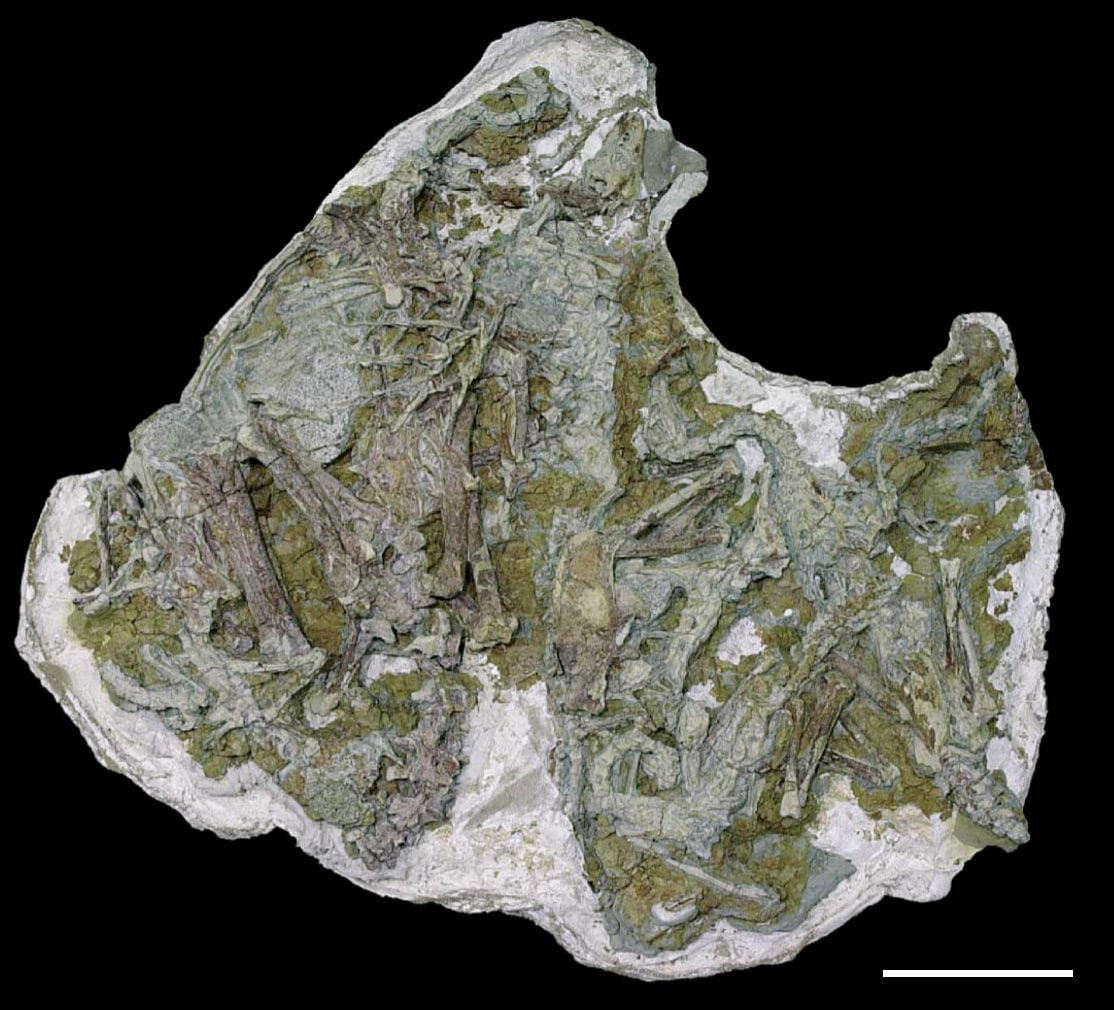
Blocco roccioso contenente otto scheletri di Sinornithomimus dongi

Il ritrovamento di un così grande numero di esemplari giovanili in stretta associazione ha permesso ai paleontologi di ipotizzare che questi animali conducessero uno stile di vita gregario. Questa ipotesi di comportamento è corroborata dal miglioramento dell'abilità nella corsa durante la crescita dell'animale (ontogenia), come si evince dalle proporzioni corporee più adatte alla corsa negli esemplari più maturi. Gli studiosi che hanno descritto Sinornithomimus hanno supposto che gli adulti proteggessero sé stessi e i loro giovani dai predatori formando gruppi famigliari. Lo stato inalterato delle ossa, conservatesi in siltite mischiata a strati di argilla, e l'assenza di prove di movimenti post mortem, ha fatto supporre agli studiosi che un qualche tipo di evento catastrofico abbia ucciso tutti gli individui in uno stesso momento, istantaneamente. Si suppone che il branco di animali giovani sia stato lasciato solo dagli adulti, occupati forse a nidificare o a covare.
Sinornithomimus potrebbe essere stato un animale erbivoro, così come tutti gli ornitomimidi; ciò sarebbe suggerito dalla presenza, in alcuni resti, di numerosi ciottoli arrotondati, nella zona tra la cavità addominale e la gabbia toracica, noti come gastroliti. Queste pietre sono utilizzate da molti animali per aiutarsi nella digestione di piante dure. Strutture analoghe sono state ritrovate in un altro dinosauro struzzo cinese, Shenzhousaurus.

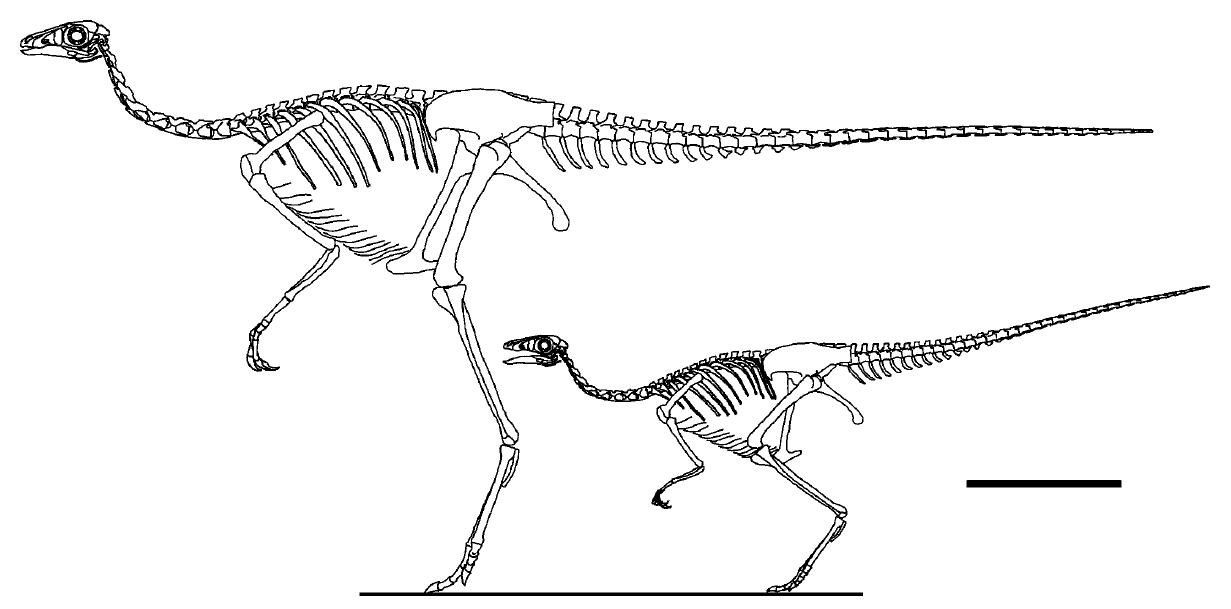
Ricostruzione degli scheletri di giovane e adulto di Sinornithomimus dongi